# Голиков, Иван Иванович (историк)
Иван Иванович Голиков (1735, Курск — 1801, сельцо Анашкино, Звенигородский уезд, Московская губерния) —  русский историк, предприниматель, надворный советник (1799). Известен главным образом исследованием «Деяния Петра Великого, мудрого преобразователя России» — одной из первых попыток систематизировать данные о петровских преобразованиях. Дед переводчицы А. В. Каразиной, прапрадед художника Н. Н. Каразина.

## Биография
Из купеческого рода. Учился у дьяка. Раннее знакомство с рукописными записками архимандрита Михаила, некогда полкового священника при Петре I и очевидца многих событий этой эпохи, вызвало в Голикове с детских лет живой интерес к личности императора. Подростком служил у московских купцов Журавлёвых, жил в Оренбурге, где записал рассказы о Петре I от И. И. Неплюева, П. И. Рычкова и других.
В 1761 году начал собственное торговое дело в Петербурге. Переехав в Санкт-Петербург, расширял своё собрание материалов о Петре I. В 1767 избран в Комиссию нового Уложения от Белгородской провинции. В этой Уложенной комиссии познакомился с петровскими сподвижниками — С. И. Мордвиновым, И. Л. Талызиным, а также с А. И. Нагаевым, у которого хранились письма Петра I и некоторые материалы по истории морского флота, с адмиралом 3. Д. Мишуковым, бывшим денщиком Петра, и другими.
В 1779 вместе с двоюродным братом М. С. Голиковым взял винные откупа в Санкт-Петербурге, Москве, Архангельске с губерниями. Постепенно Голиков собрал около полутора тысяч книг о деятельности Петра I. В 1781 году он был арестован по обвинению в беспошлинном ввозе в Россию французской водки. Был приговорён к «лишению чести», конфискации имущества и ссылке в Сибирь. Однако 7 августа 1782 года, по ходатайству А. Р. Воронцова и по случаю открытия памятника Петру I был амнистирован с запретом заниматься коммерцией. По преданию, он, стоя на коленях перед Медным всадником, поклялся самому себе написать историю Петра Великого.
Жил в Москве, у дочери Бланкеннагель Пелагеи Ивановны в сельце Анашкине. Переселившись в Москву, он все остальные годы жизни работал над выполнением своего обещания. Большую помощь ему оказали И. И. Неплюев, П. И. Рычков, И. И. Шувалов, Крекшин, граф А. Р. Воронцов, княгиня Е. Р. Дашкова, особенно Г. Ф. Миллер и H. H. Бантыш-Каменский. Голиков использовал народные предания, материалы московских букинистов и различных архивов, включая архив Академии наук и архив Иностранной коллегии (не ранее 1789 года).

## Труды
Свой magnum opus Голиков издал в 1788—1789 годах под названием «Деяния Петра Великого»; в 1790—1797 годах выпустил 18 томов «Дополнений». По оценке ЭСБЕ
Пушкин пользовался книгой Голикова при создании поэмы «Полтава», конспект «Деяний Петра Великого» лежал в основе работы Пушкина над «Историей Петра».